# Forever (пісня Alekseev)
«Foréver» (від англ. Forever — Назавжди) — пісня українського співака Alekseev для конкурсу Євробачення 2018 в Лісабоні, Португалія.
Була виконана у другому півфіналі Євробачення-2018 і у фінал за результатами голосування не увійшла.

## Історія
Пісня була представлена на національному відборі Білорусі на конкурс Євробачення-2018.
16 лютого 2018 року на підставі голосування суддів та телеглядачів композиція була одноголосно обрана для участі в міжнародному пісенному конкурсі.

## Текст пісні

### оригінальний
It must be something that we call love: Wherever I go, I'm coming back: And time cannot knock me off my track: This resolution is final: It must be something that we call love: It's when you're craving to say her name: And my reality seems to break: Apart with her arrival
No need to worry, rain falling down: It's our happiest story and there's no one around: We will go for it and I know you'll be mine, forever: Windows wide open, flying so high: Both of us roaming through magnificent sky: Rain keeps on falling, and I know you'll be mine forever
It must be something that we call dream: When all you told me I know by heart: The type of beauty I call supreme: And how it's driving me crazy.
No need to worry, rain falling down: It's our happiest story and there's no one around: We will go for it and I know you'll be mine, forever: Windows wide open, flying so high: Both of us roaming through magnificent sky: Rain keeps on falling, and I know you'll be mine forever: You'll always sing me something new: I will always follow: When I first saw you here I knew: That I was blind before you
No need to worry, rain falling down: It's our happiest story and there's no one around: We will go for it and I know you'll be mine, forever: Windows wide open, flying so high: Both of us roaming through magnificent sky: Rain keeps on falling, and I know you'll be mine forever

### в перекладі
Це мусить бути те, що ми іменуємо коханням — : Куди б не крокував — я неодмінно повертаюся.
І час не зрушить мене з цього шляху — : Це рішення остаточне!
Це мусить бути те, що ми іменуємо коханням!
Коли ти бажаєш промовити її ім.’я: І мій світ розколюється: На дріб'язки з її появою.
Не бійся шаленого дощу — : Це наш бажаний час і нікого немає навколо.
Ми підемо сюди і знаю: що ти моя назавжди!
Розкриються вікна, злітаючи у височінь.
Ми обоє блукаємо по неймовірному небу.
І лине дощ. А я знаю: ти моя назавжди!
Це буде те, що ми іменуємо мрією.
Усе промовлене тобою: я пам'ятаю.
І ця неймовірна краса,
Від якої я божеволію!
Не бійся шаленого дощу — : Це наш бажаний час і нікого немає навколо.
Ми підемо сюди і знаю: що ти моя назавжди!
Розкриються вікна, злітаючи у височінь.
Ми обоє блукаємо по неймовірному небу.
І лине дощ. А я знаю: ти моя назавжди!
Ти завжди співатимеш про щось нове,
А я неодмінно тебе підтримаю!
Лише коли тебе побачив отут:
Зрозумів, що був сліпим до тебе: Не бійся шаленого дощу — : Це наш бажаний час і нікого немає навколо.
Ми підемо сюди і знаю: що ти моя назавжди!
Розкриються вікна, злітаючи у височінь.
Ми обоє блукаємо по неймовірному небу.
І лине дощ. А я знаю: ти моя назавжди!

## Євробачення 2018
На конкурсі у Португалії співак виступатиме з піснею восьмим у першому півфіналі.